# Списък на съвременни артисти
Това е списък на артисти, които създават съвременно изкуство, т.е. на онези, чийто връх в творчеството е от 1970-те (появата на постмодернизма) до днешни дни.

## А
- Марина Абрамович (р. 1946), пърформанс артист
- Вито Акончи (р. 1940), инсталации и пърформанс артист
- Бас Ян Адер (1942 – 1975), концептуален артист
- Лори Андерсън (р. 1947), пърформанс артист
- Нобуйоши Араки (р. 1940), фотограф
- Даян Арбъс (1923 – 1971), фотограф
- Арман (1928-2005), скулптор
- Надир Афонсо (1920 – 2013), геометрично абстрактно изкуство
- Ейя-Лииса Атила (р. 1959), видеоартист

## Б
- Франсис Бейкън (1909 – 1992), художник
- Банкси (р. 1974), графити
- Марио Барди (1922 – 1998), художник
- Матю Барни (р. 1967), режисьор
- Уил Барнет (1911 – 2012), художник
- Артур Барио (р. 1945), интерактивен артист
- Георг Базелиц (р. 1938), художник
- Жан-Мишел Баския (1960 – 1988), художник
- Марио Берино (р. 1946), художник
- Лука Бестети (р. 1954), художник
- Гай Блеус (р. 1950), пърформанс артист
- Йозеф Бойс (1921 – 1986), скулптор, пърформанс артист, инсталации
- Кристиан Болтански (р. 1944), скулптор, фотограф, художник и режисьор
- Фернандо Ботеро (р. 1932), художник
- Луис Буржоа (1911 – 2010), скулптор и инсталации
- Крис Бърдън (р. 1946), пърформанс артист, скулптор, инсталации

## В
- Волф Востел (1932 – 1998), мултимедиен артист
- Ервин Вурм (р. 1954)

## Г
- Сальваторе Гарау (p. 1953), художник
- Джилбърт и Джордж, (р. 1943 и 1942), скулптори, пърформанс артисти
- Нан Голдин (р. 1953), фотограф
- Дъглас Гордън (р. 1966)
- Антъни Гормли (р. 1950), скулптор
- Дженко Гулан (р. 1969), фотограф
- Андреас Гурски, (р. 1955), фотограф

## Д
- Дадо (1933 – 2010), художник

## Е
- Трейси Емин (р. 1963)

## Ж
- Алфредо Жаар (р. 1956), концептуален артист

## И
- Йорг Имендорф (1945 – 2007), художник
- Салваторе Гарау (1953), италиански художник

## Й
- Питър Йънг (р. 1940), художник
- Фатхи Хасан (р. 1957), художник

## К
- Иля Кабаков (р. 1933), инсталации
- Маурицио Кателан (р. 1960)
- Аниш Капур (р. 1954), скулптор
- Анселм Кифер (р. 1945), художник
- Франческо Клементе (р. 1952), художник
- Христо Явашев - Кристо (1935 – 2020), заедно с Жан-Клод (1935 – 2009) са представители на енвайрънментализма в съвременното изкуство
- Джеф Кунс (р. 1949)

## Л
- Давид Лашапел (р. 1963), фотограф
- Ричард Лонг (р. 1945)

## М
- Kсeниa Mиличeвич (р. 1942)
- Робърт Мапълторп (1946 – 1989), фотограф

## Н
- Брус Науман (р. 1941)

## О
- Йоко Оно (р. 1933), музикант, художник
- Роман Опалка (1931 – 2011), художник
- Орлан (р. 1947), пърформанс артист
- Габриел Ороско (р. 1962), концептуален артист

## П
- Нам Джун Пайк (1932 – 2006), видео артист
- Ибрагим Kodra (1918 – 2006), художник

## Р
- Робърт Раушенбърг (1925 – 2008), художник
- Умберто Петиничо (р. 1943), художник
- Пипилоти Рист (р. 1962)
- Герхард Рихтер (р. 1932), художник, куратор
- Едуард Руша (р. 1937), художник, режисьор

## С
- Франк Стела (р. 1936), художник

## Т
- Роземари Трокел (р. 1952)

## У
- Ендрю Уайът (1917 – 2009), художник
- Франческа Удман (1958 – 1981), фотограф
- Джоел-Питър Уиткин (р. 1939), фотограф
- Анди Уорхол (1928 – 1987), попарт артист

## Ф
- Лушън Фройд (1922 – 2011), художник

## Х
- Кийт Харинг (1958 – 1990), художник, графити артист
- Дейвид Хокни (р. 1937), художник

## Ц
- Израел Цвайгенбаум (р. 1961)

## Ч
- Джуди Чикаго (р. 1939), феминистка
- Паоло Чирио (р. 1979), интернет художник

## Ш
- Синди Шърман (р. 1954), фотограф и пърформанс артист